# Konvent San Miguel (Huejotzingo)
Koordinaten: 19° 9′ 30,8″ N, 98° 24′ 15,7″ W

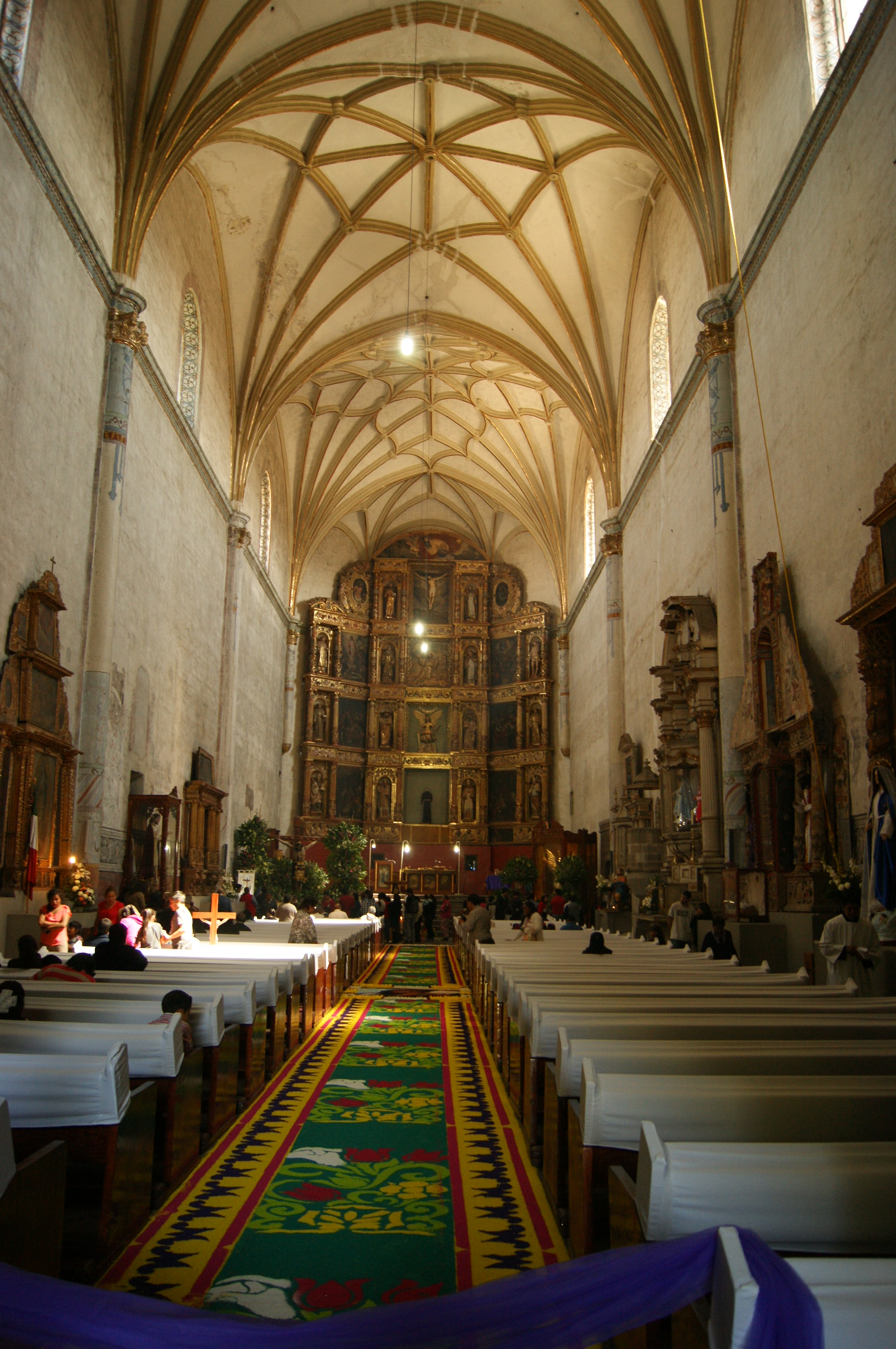
Inneres der Kirche an einem Festtag

Das (Ex-)Konvent San Miguel von Huejotzingo (spanisch: Convento de San Miguel de Huejotzingo) ist ein ehemaliges Franziskanerkloster mit Kirche im mexikanischen Bundesstaat Puebla, 25 km nordöstlich von Puebla de los Angeles. Es liegt auf 2291 m Höhe an den westlichen Ausläufern der Vulkane Popocatépetl und Iztaccíhuatl. Es ist dem Erzengel Michael geweiht und gehörte zu den allerersten christlichen Klöstern in Amerika. Die Kirche ist eine der wenigen, die sich fast unverändert erhalten haben.
Der Gebäudekomplex beinhaltet heute auch ein Museum und gehört zusammen mit anderen frühen Klöstern in Mexiko zum Weltkulturerbe der UNESCO.

## Geschichte
Die ersten zwölf Franziskaner, die mit besonderer Lizenz von Papst Hadrian VI. zur Missionierung von Spanien nach Amerika gesandt wurden, gingen am 13. Mai 1524 in San Juan de Ulúa an Land und begaben sich zu Fuß nach Mexiko-Stadt, wo sie von Hernán Cortés und seinem persönlichen Berater Fray Bartolomé de Olmedo sowie von Cuauhtémoc empfangen wurden, im Beisein aller spanischen Kapitäne und Soldaten und der Kaziken und Anführer der Mexikaner.
Zum ersten Kustos der Franziskaner in Neuspanien wurde Fray Martín de Valencia ernannt. Die Brüder teilten sich in vier Gruppen auf und begaben sich mit Erlaubnis von Cortés zu ihren jeweiligen Missionsgebieten: neben Mexico-Stadt waren dies Tlaxcala, Texcoco und Huejotzingo, das damals mehr als 40 000 Einwohner gehabt haben soll. Die Gruppe der ersten vier Missionare von Huejotzingo wurde von Fray Juan Juárez angeführt, der jedoch schon bald zur Expedition von Pánfilo de Narváez nach Florida abberufen wurde.
Die erste Kapelle der Franziskaner wurde in Huejotzingo errichtet. Der Ort befand sich jedoch ursprünglich an einer anderen Stelle und wurde 1529 mitsamt seiner Bevölkerung in ein benachbartes Tal umgesiedelt, wo er sich noch heute befindet. Dort wurde zunächst eine zweite Kapelle gebaut. Der erste Leiter des Klosters von Huejotzingo war Fray Toribio de Benavente, genannt "Motolinia" (= arm).
Die franziskanischen Brüder brachten den Indios Kastilisch (Spanisch) bei, um ihre Konversion zum Christentum zu erleichtern; später benutzten sie auch künstlerische Formen wie Wandmalereien, Reliefs oder Statuen in Kapellen, Kirchen und Klöstern als Hilfsmittel.

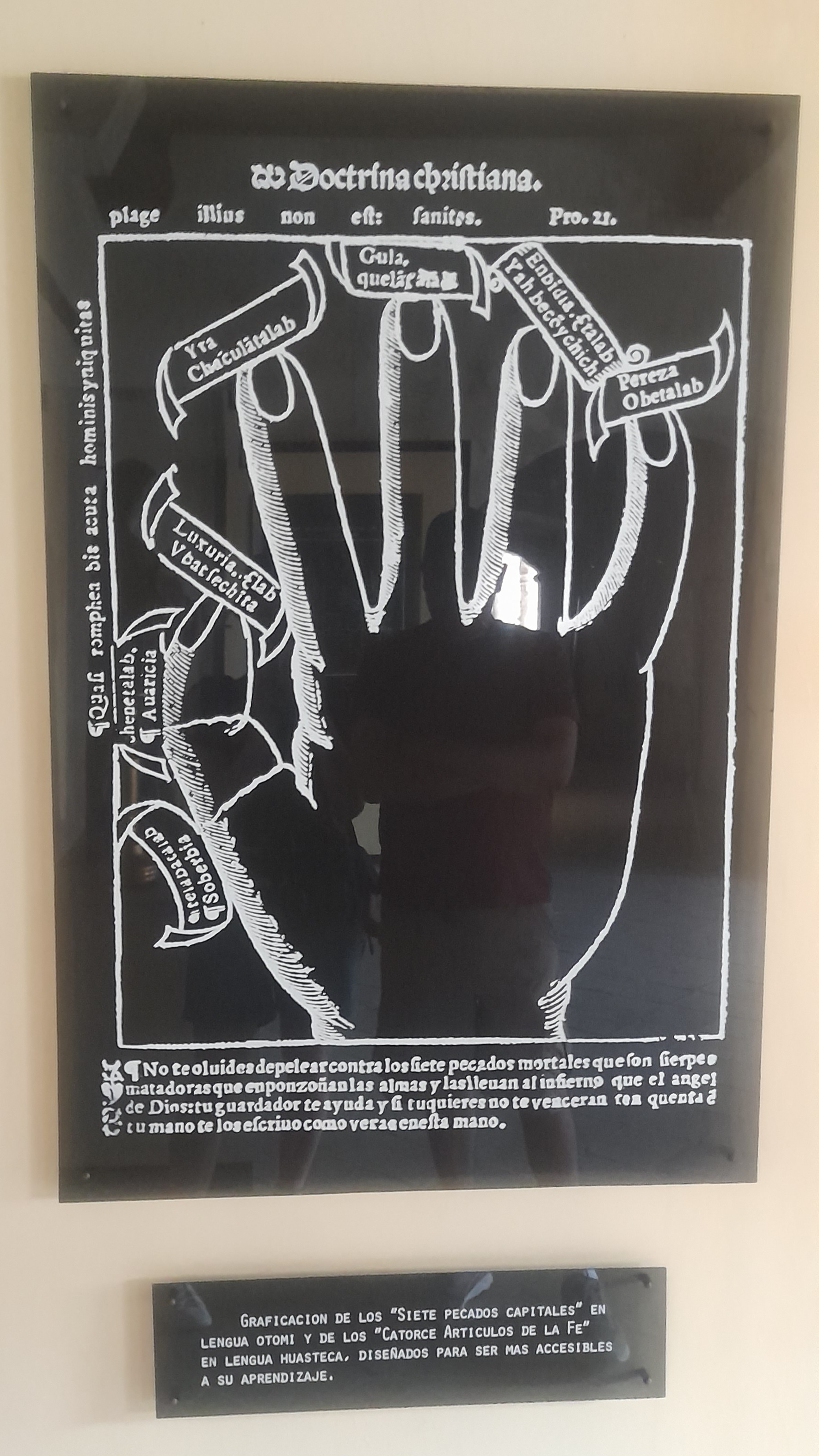
Didaktische Erklärung der Sieben Todsünden mit Beschriftung in Spanisch und Otomi, zu sehen im Museo de Evangelización

Bei Übergriffsversuchen der spanischen Autoritäten gegenüber der indigenen Bevölkerung stellten sich die Franziskaner auf die Seite der einheimischen Bevölkerung und wurden deshalb von der Real Audiencia zusammen mit Bischof Zumarraga aufgefordert, sich ausschließlich auf ihre religiösen Aufgaben zu konzentrieren.
Das Kloster von Huejotzingo in seiner heutigen Form wurde ab 1544 erbaut, unter Leitung des „Alarife“ Fray Juan de Alameda, der eigentlich keine Ausbildung zum Architekten besaß, wie auch andere Pioniere der Klosterarchitektur des 16. Jahrhunderts in Amerika. Die handwerkliche Ausführung der Arbeiten wurde fast ausschließlich von indigenen Arbeitern und Handwerkern ausgeführt. Die Fertigstellung der Gebäude erfolgte unter der Leitung des Architekten Toribio de Alcaraz. Bis 1555 entstanden auf einer künstlich angelegten Plattform die Mauern des Vorhofs (Atrio) mit ihren Eingängen, die Capillas Posas, das sogenannte „Portal der Portiuncula“ und die Klosterpforte (portería). Das eigentliche Klostergebäude und das Hauptportal der Kirche wurden zwischen 1548 und 1560 gebaut, die Kirche selber wurde 1550 begonnen und 1571 beendet.
Das Kloster und der ganze Ort Huejotzingo wurden durch ein Aquädukt mit Wasser versorgt. In Huejotzingo existierte außerdem eins der acht wichtigsten Internate Neuspaniens für einheimische Mädchen; es wurde von spanischen Nonnen geführt.

## Beschreibung

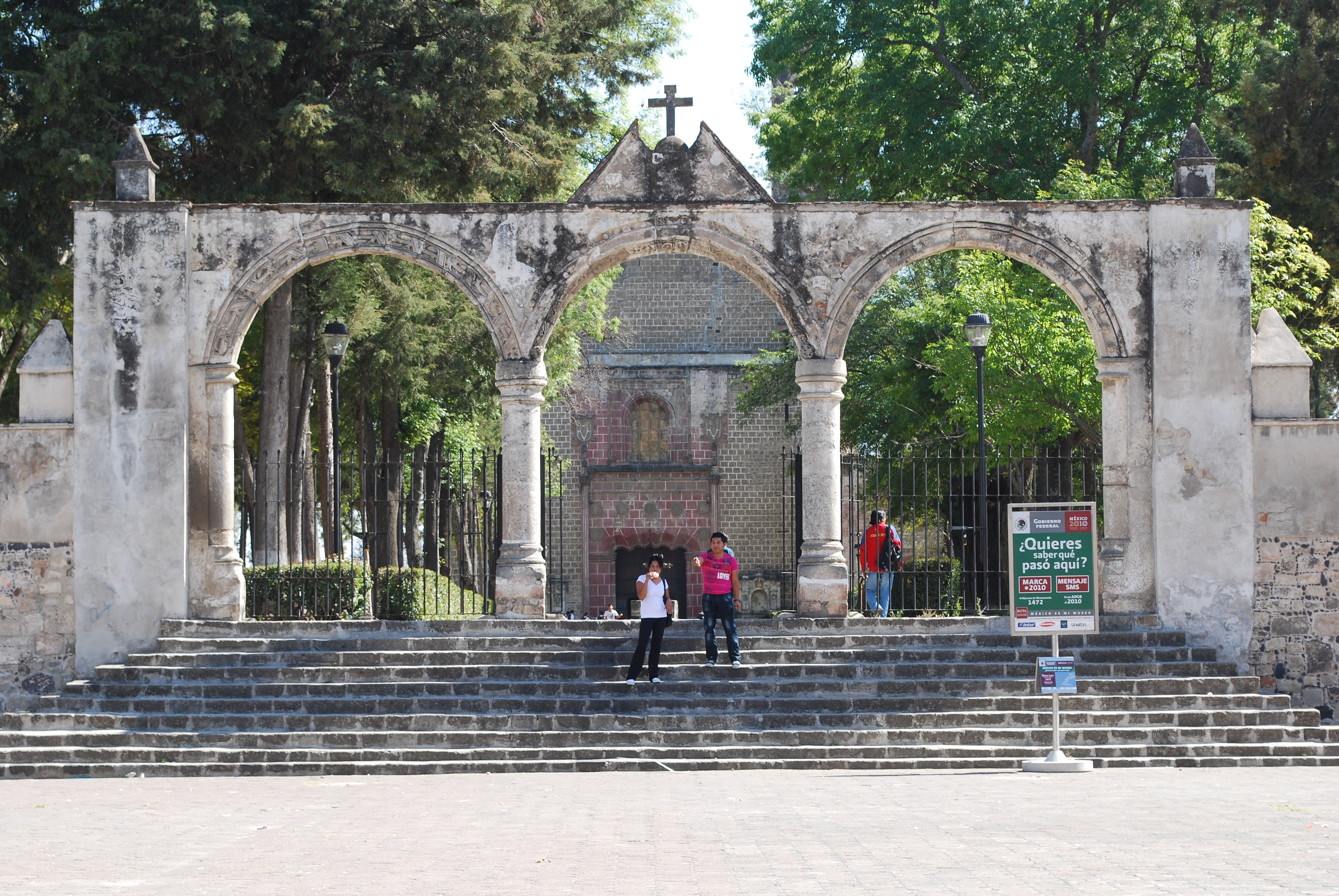
Eingangsportal zum Atrio

Das Kloster San Miguel Arcángel von Huejotzingo in seiner gesamten Anlage hat eine Reihe von Eigentümlichkeiten, die zum Vorbild für andere Klosteranlagen der Neuen Welt wurden und als typisch gelten. Die Gesamtanlage entspricht dem Typus eines Convento Fortaleza (Kloster-Festung, befestigtes Kloster), wie auch die Konvente von Huaquechula, Calpan und Atlixco, die ebenfalls von Juan de Alameda erbaut wurden.

### Atrio und Capillas posas

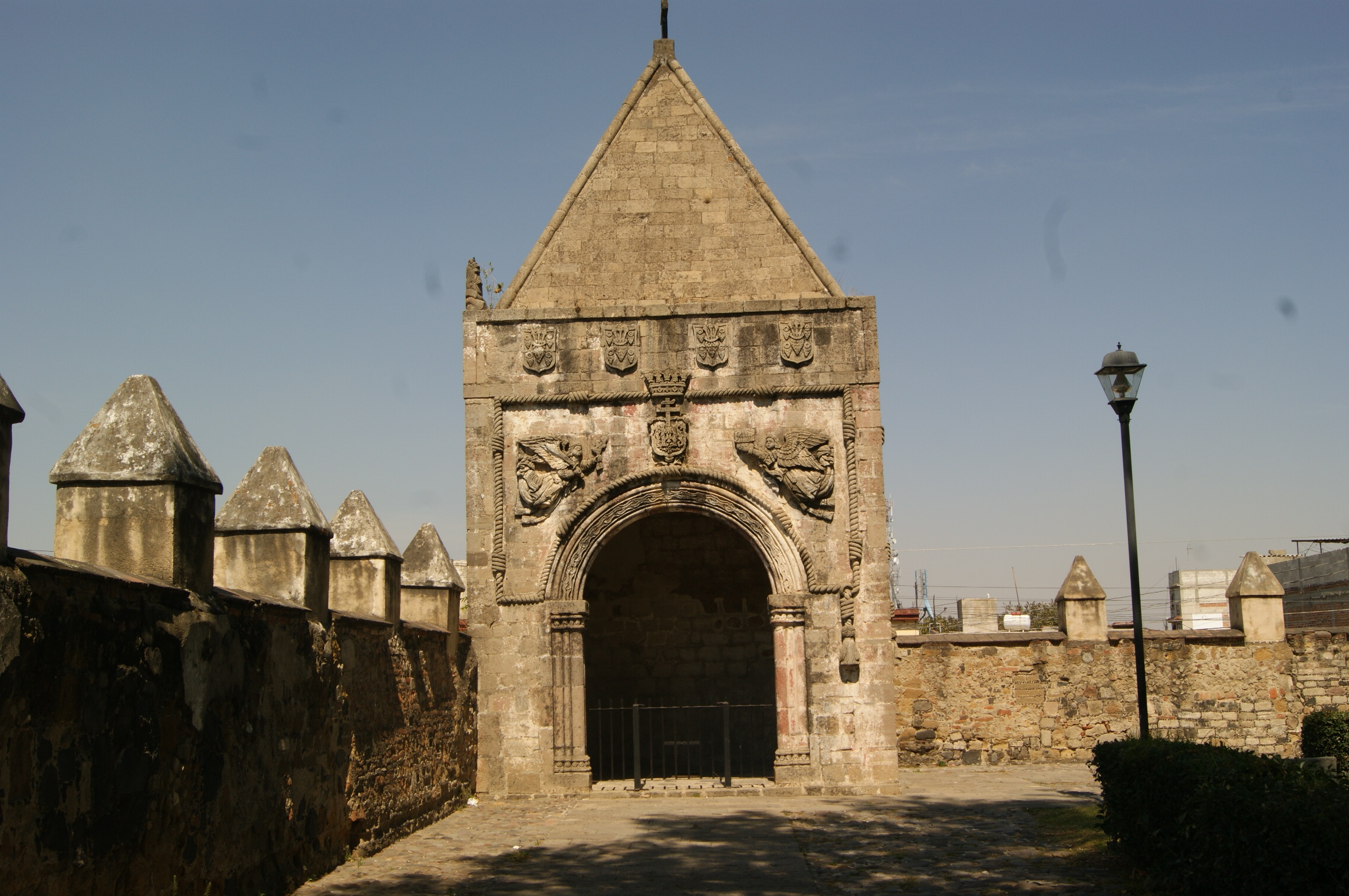
Eine der Capillas Posas

Der Klosterbezirk ist von einer zinnenbekrönten Mauer mit drei Toren umgeben. Durch das repräsentative dreibogige Hauptportal gelangt man zunächst auf den großen Vorhof, das sogenannte „Atrio“, in dessen Mitte sich ein steinernes Kreuz (cruz atrial) befindet. Diese großen Vorhofe dienten verschiedenen Zwecken: die Brüder gaben den Indigenen unter freiem Himmel Unterricht im Katechismus, und führten Prozessionen durch. Da bei großen Kirchenfesten die Klosterkirche(n) selber für die große Menge der indigenen Gläubigen zu klein war(en), wurden die Messen im Atrio zelebriert.
Entlang der Einfriedungsmauern befinden sich Reste eines Kreuzwegs, die vermutlich aus dem 17. Jahrhundert stammen. In den Ecken der Mauer befinden sich vier offene kleine Kapellen – die sogenannten Capillas Posas, die zu den besterhaltenen ihrer Art gehören. Sie haben einen quadratischen Grundriss und ein pyramidenförmiges Dach und sind mit verschiedenen Reliefs und Figuren von Engeln geschmückt. Der Stil der Kapellen in Huejotzingo ist eigentümlich und weist vor allem platereske Elemente auf. Die erste Kapelle (in Prozessionsrichtung) ist dem heiligen Johannes d. Täufer gewidmet, die zweite den Aposteln Petrus und Paulus, die dritte Christi (oder Mariä ?) Himmelfahrt und die vierte dem Heiligen Apostel Jacobus (Santiago) – die Fassade der letzteren Kapelle wurde 1910 von Revolutionären zerstört, die im Kloster Unterschlupf suchten.

### Das Äußere
Das Bauwerk selber ist von strenger Schlichtheit, die nur durch wenige platereske Zierformen an den Portalen aufgelockert werden. Die Fassade der Kirche ist aus grauem Stein, das Portal aus größeren Blöcken von rosa Stein. Über dem Eingang sieht man Medaillons mit dem Christusmonogramm IHS und andere Wappen. Das Portal wird außerdem von Tauwerk umrahmt, das den Gürtel der Franziskaner symbolisieren soll. Das Dach der Kirche wird von dreieckigen Zinnen bekrönt.
Von Interesse sind auch das Portal der Klosterpforte (Portería) rechts von der Kirche, und an der linken Seitenwand der Kirche das sogenannte „Tor der Portiuncula“, dessen Stil beinahe noch isabellinisch (oder manuelinisch) anmutet. Es ist nach der ersten Kirche des Heiligen Franziskus von Assisi benannt und wird nur einmal im Jahr, am 1. August von 12 Uhr mittags bis Mitternacht geöffnet. Wer die Kirche durch dieses Tor betritt, erhält nach altem Brauch die allgemeine Vergebung der Sünden.

### Der Kirchenraum

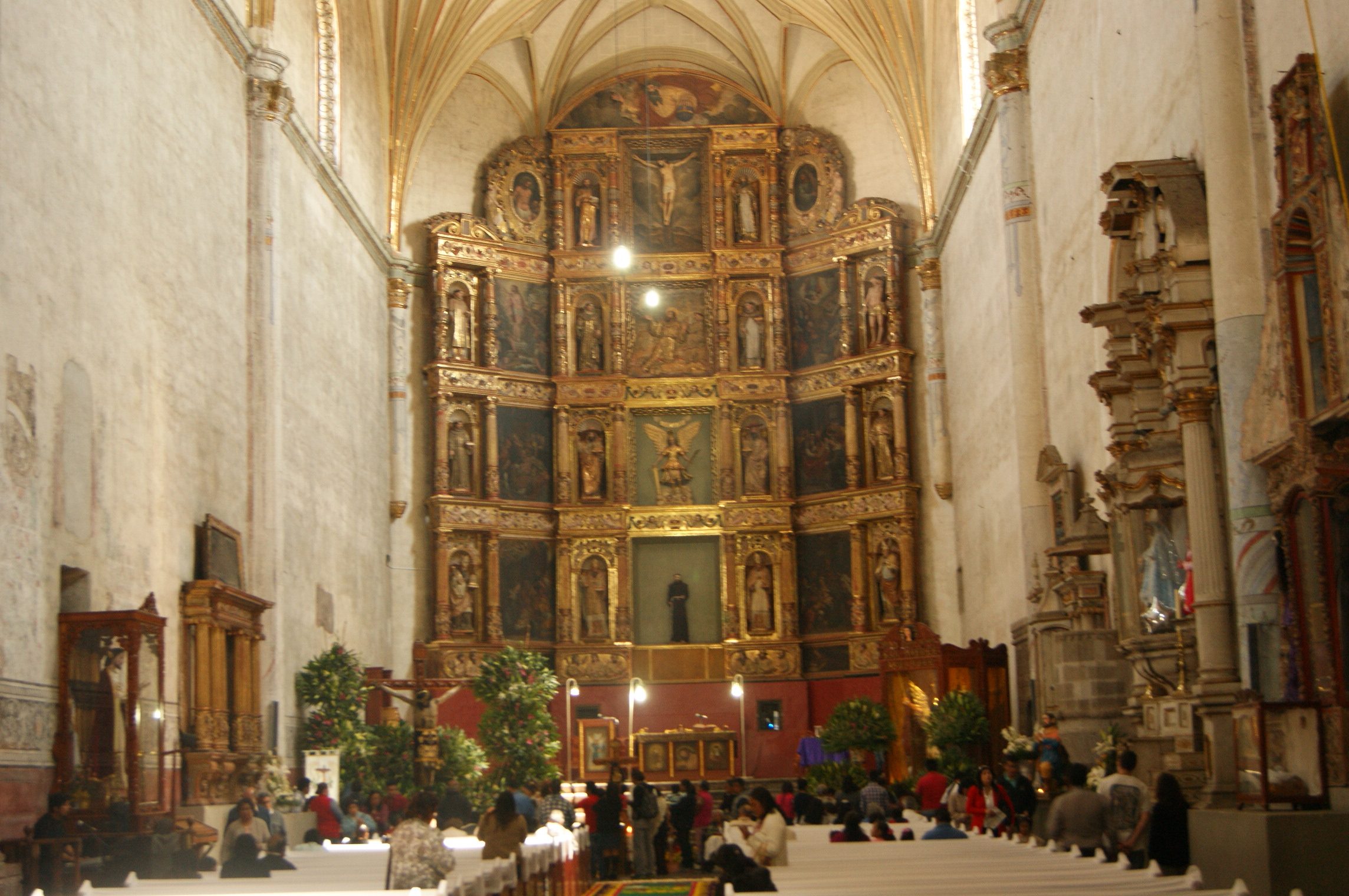
Blick zum Hochaltar

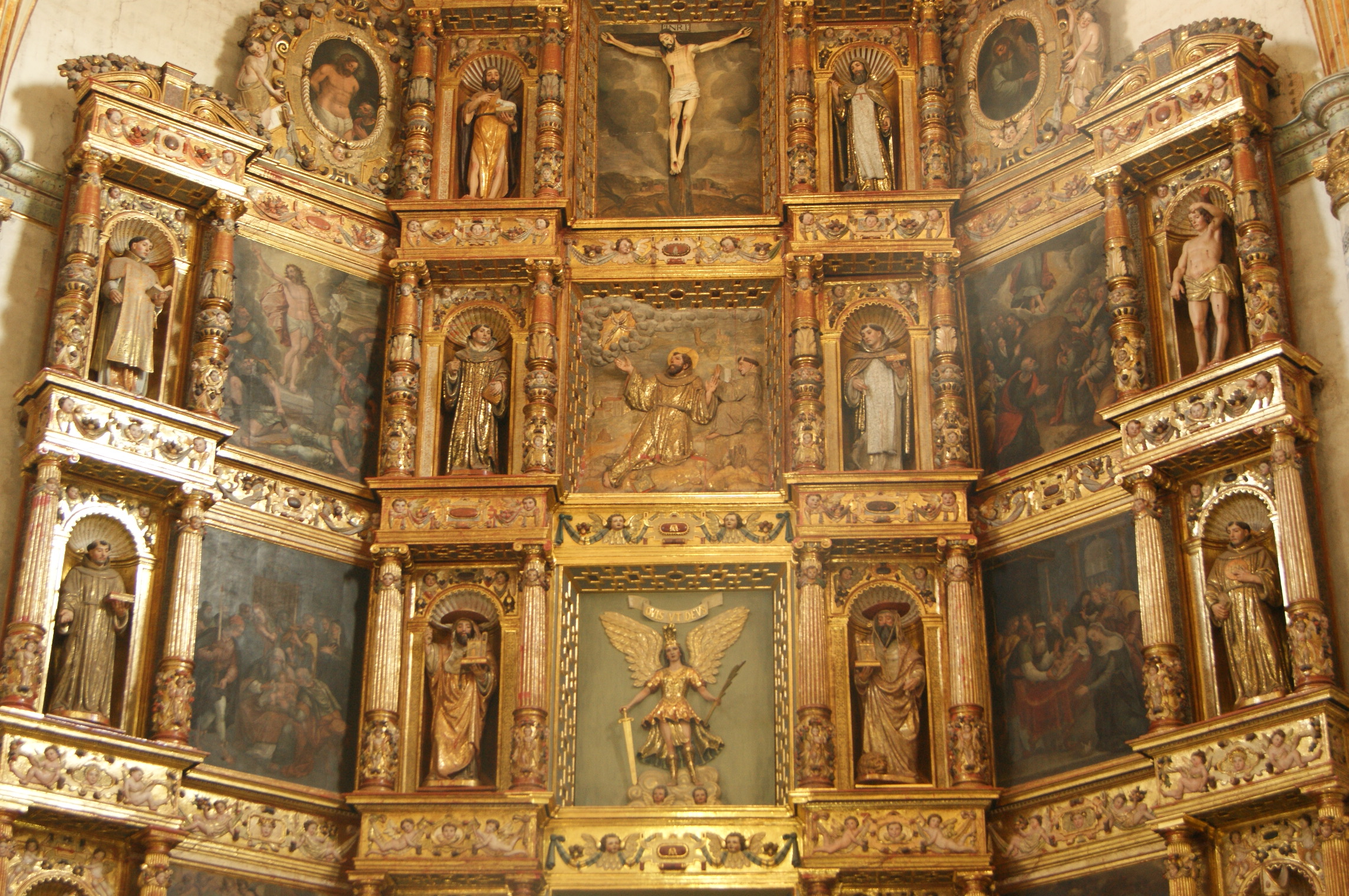
Hochaltar (Detail)

Das Innere der Kirche ist einschiffig und schlicht und entspricht dem Typus einer Saalkirche. Der Raum ist 60 m lang und wird von einem gotischen Kreuzrippengewölbe überfangen. Er ist fast völlig in seinem Originalzustand erhalten – eine extreme Seltenheit in Amerika. Ähnliches gilt für die einfache Kanzel und den prächtigen Hochaltar, der nicht nur von großer Schönheit ist, sondern auch der bedeutendste von insgesamt nur vier in Mexiko erhaltenen Exemplaren aus dem 16. Jahrhundert (die anderen drei befinden sich in Xochimilco, Huaquechula und Cuatlinchan). 

Der Altar entstand 1584–85, in Zusammenarbeit der Maler Simón Pereyns und Andrés de la Concha mit den Holzschnitzern Luis de Arciniaga und Pedro Requena; der letztere schnitzte allein 17 Figuren und das Relief der "Stigmatisation des Heiligen Franziskus". Die Vergoldungen schuf Marcos de San Pedro, ein Indio aus Mexiko-Stadt. Dargestellt sind ganz unten die 12 Apostel, darüber vier Kirchenlehrer. Im Zentrum des Altars, zwischen zahlreichen Heiligen, eine Figur des Erzengels Michael, dem die Kirche geweiht ist, darüber die erwähnte „Stigmatisation des Hl. Franziskus“ von Requena und ganz oben eine Darstellung des „Ewigen Vaters“ über dem gekreuzigten Christus. Die Gemälde stellen Szenen aus dem Leben Christi dar, von der Anbetung der Hirten (unten) bis zur Auferstehung und Himmelfahrt (ganz oben).
An den Seitenwänden der Kirche stehen verschiedene kleinere Altäre aus unterschiedlichen Epochen (16.–19. Jahrhundert), die nicht alle künstlerischen Wert besitzen. Eine Besonderheit sind einige Reste von monochromen Wandmalereien aus dem 16. Jahrhundert, die u. a. Franziskaner während einer Bußprozession zeigen.

### Kloster
Das Museum („Museo de la Evangelización“) gibt einen Einblick in das Leben der franziskanischen Brüder. Sehenswert sind die Kapelle der Terziaren (capilla de la Tercera Orden) und der Kreuzgang mit einem oktogonalen Brunnen aus der Entstehungszeit. Von besonderem Interesse sind verschiedene monochrome Wandmalereien mit Darstellungen religiöser Themen und diverser Heiliger in den Räumen des ehemaligen Klosters, die wahrscheinlich nach europäischen Kupferstichen entstanden. Unter anderem eine Darstellung der Maria Immaculata mit Heiligen. In der Sala De Profundis befindet sich neben anderen Szenen eine berühmte Darstellung der ersten zwölf Franziskaner in Amerika, die als „Väter der mexikanischen Kirche“ angesehen werden. Sie werden auch mit Namen genannt: Martín de Valencia, Francisco de Soto, Martín de Jesús (oder de la Coruña), Juan Suarez, Antonio de Ciudad Rodrigo, Toribio de Benavente (genannt „Motolinia“), García de Cisneros, Luis de Fuensalida, Juan de Ribas, Francisco Jiménez, Andrés de Córdoba und Juan de Palos.

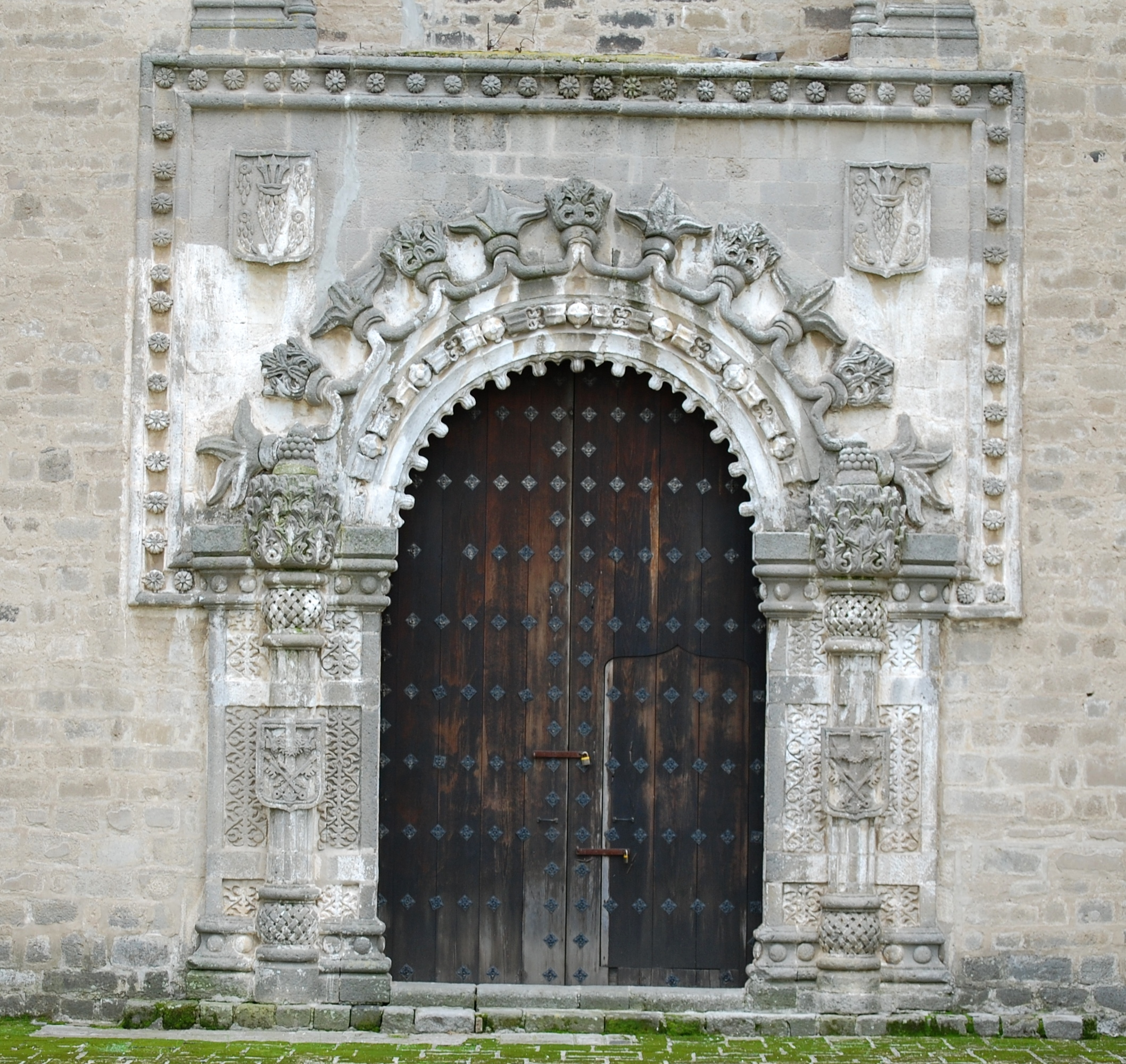
Portal der Portiuncula
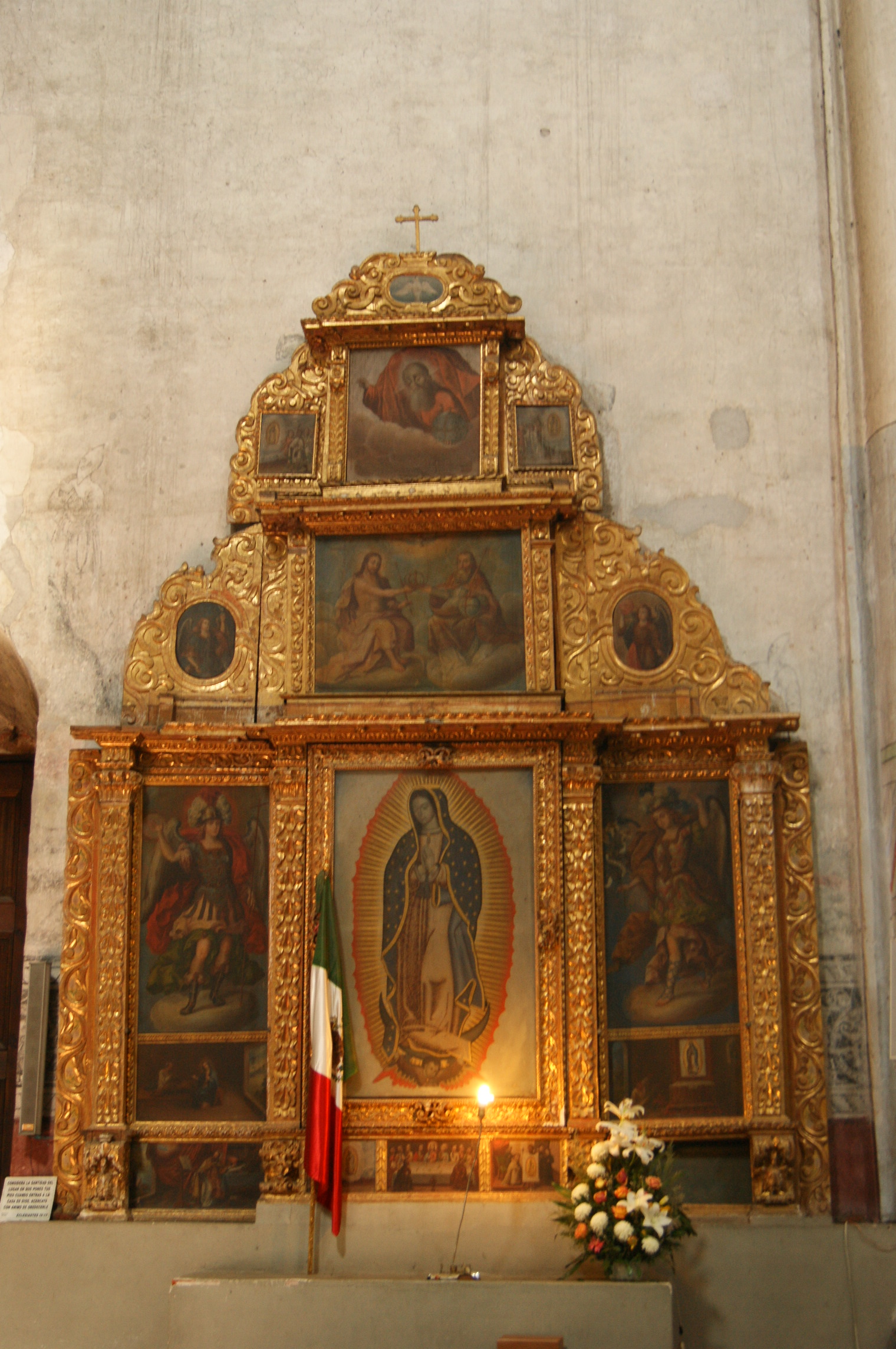
Seitenaltar
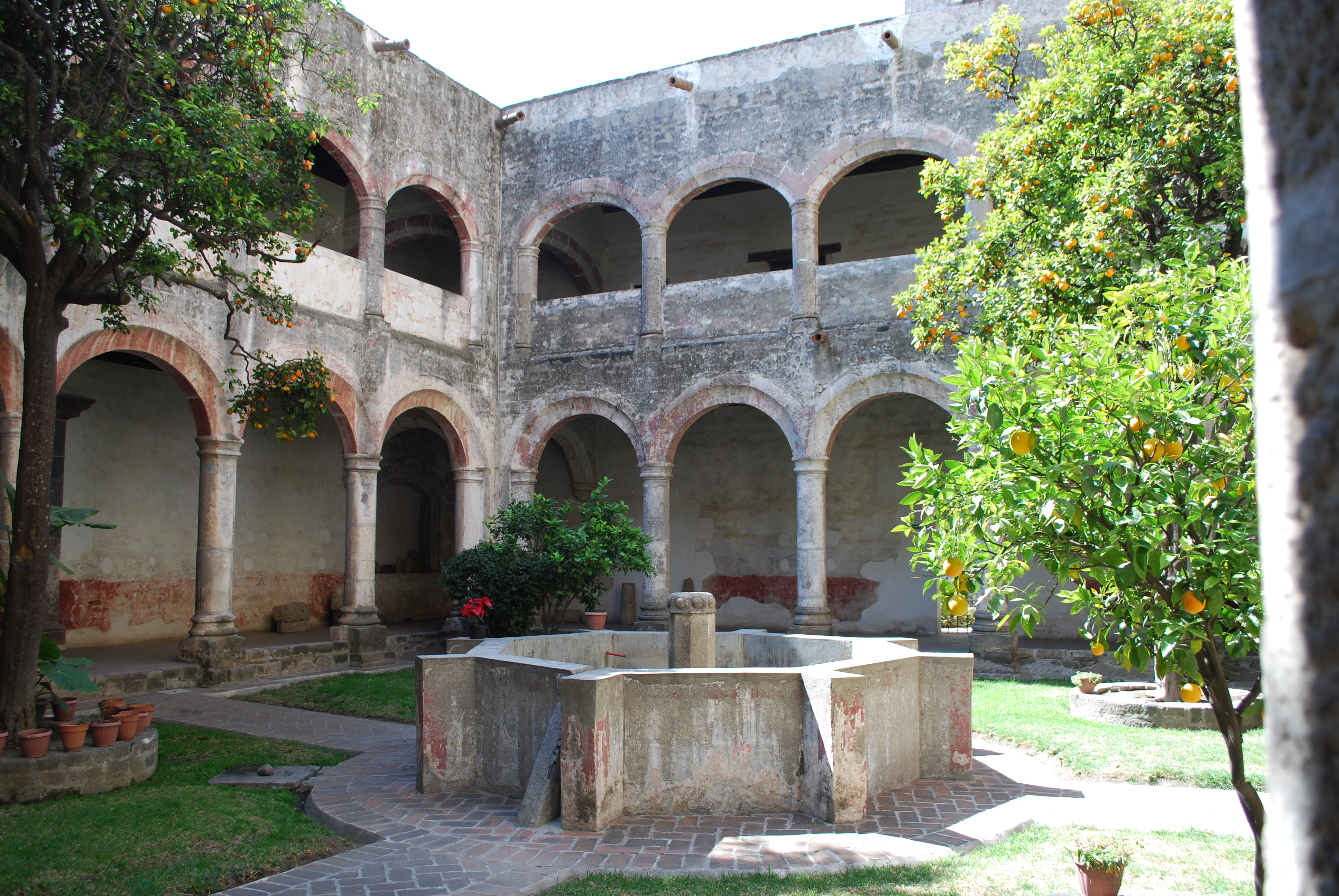
Kreuzgang des Klosters
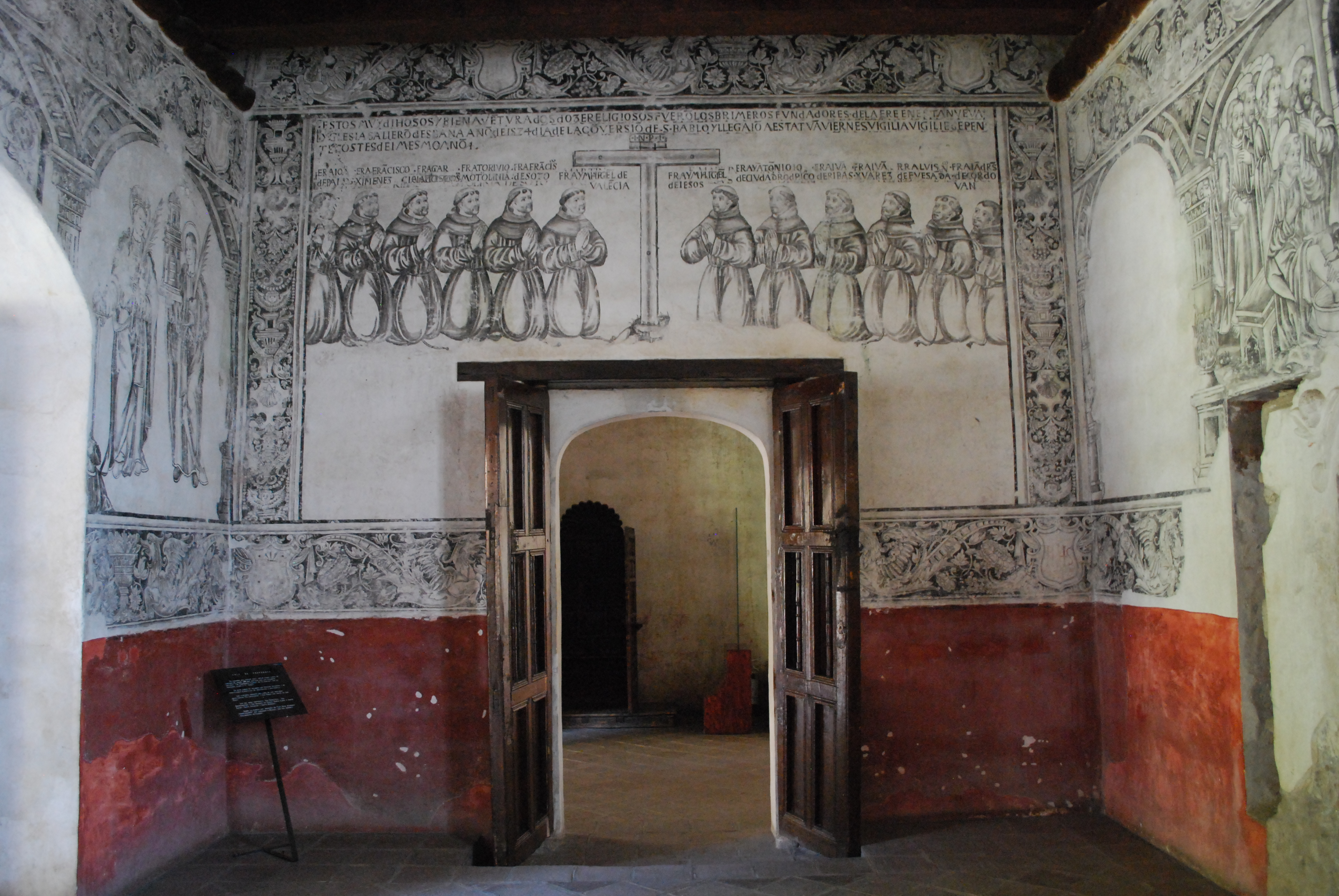
Wandmalerei mit den ersten 12 Franziskanern der Neuen Welt in der Sala de Profundis im Kloster
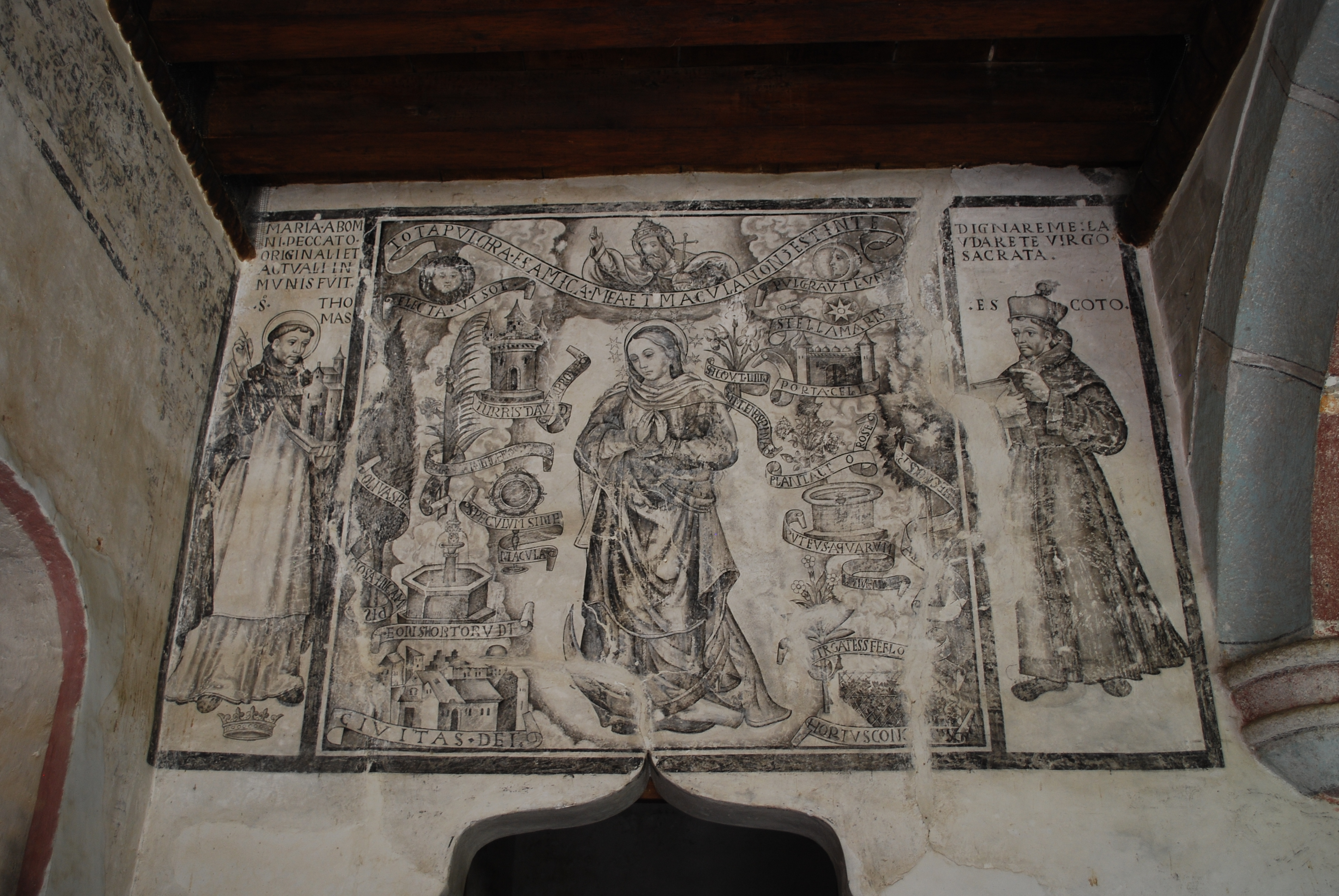
Wandbild Maria Immaculata mit Heiligen
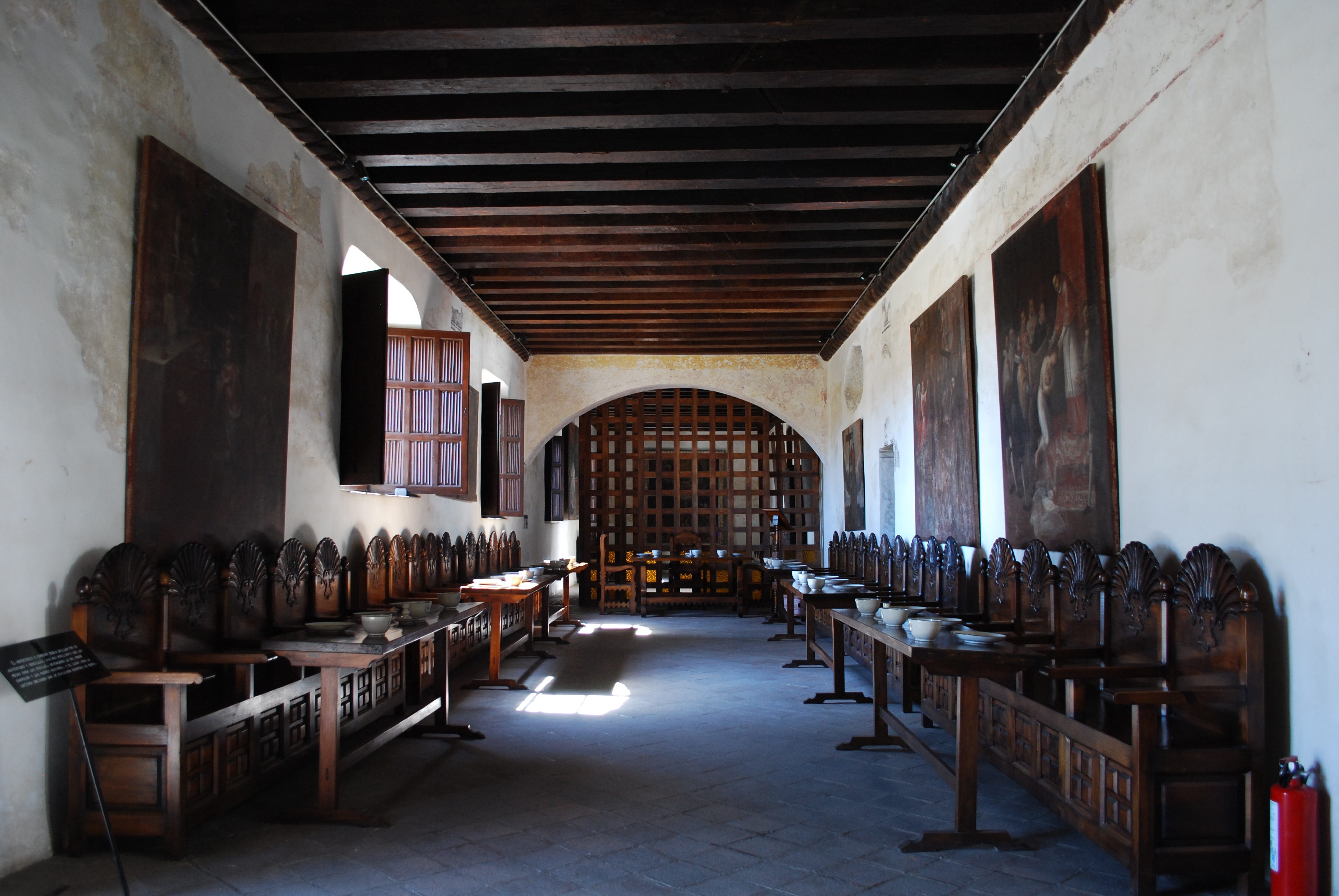
Refektorium der Franziskaner
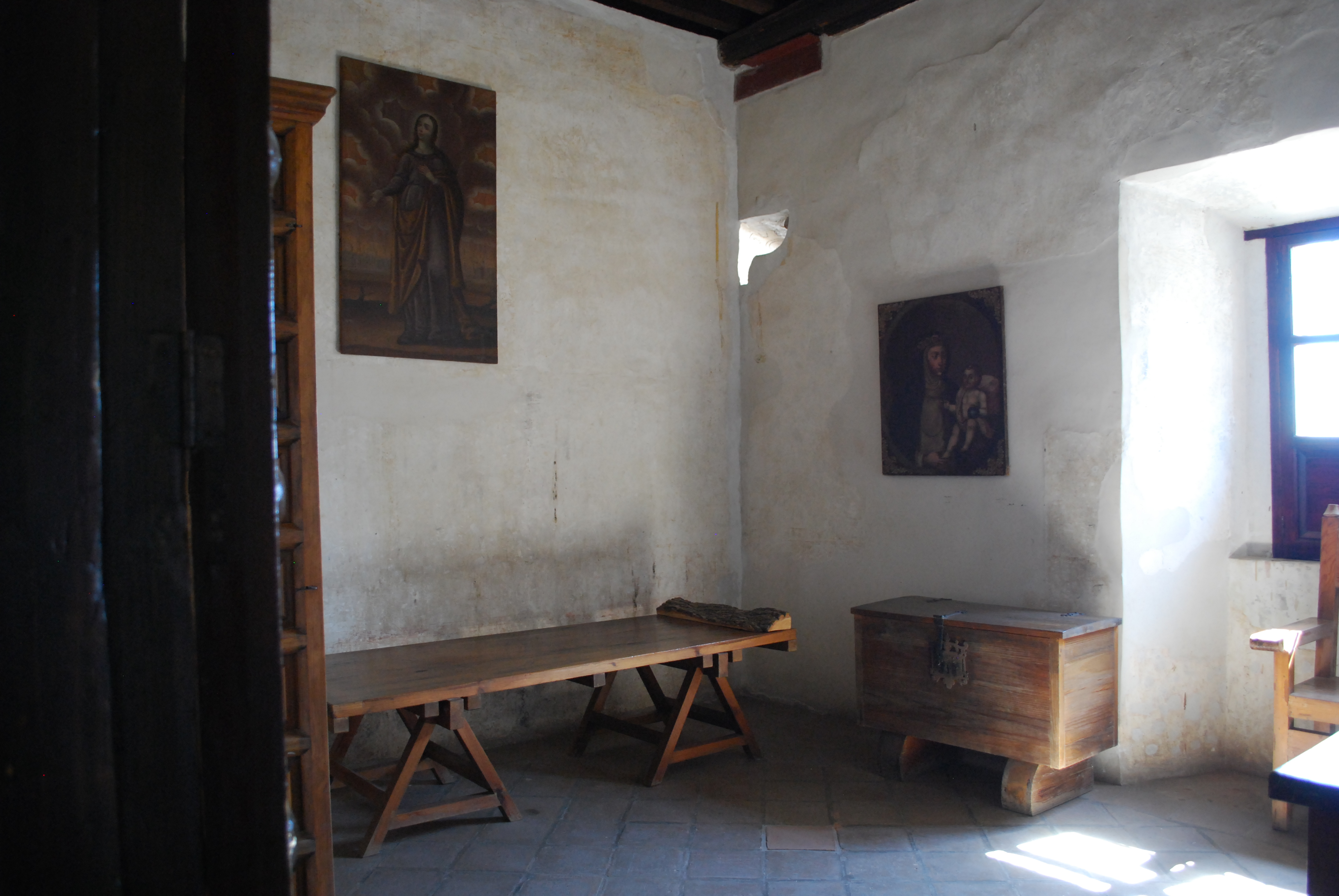
Zelle eines franziskanischen Bruders